# Joséphine de Beauharnais

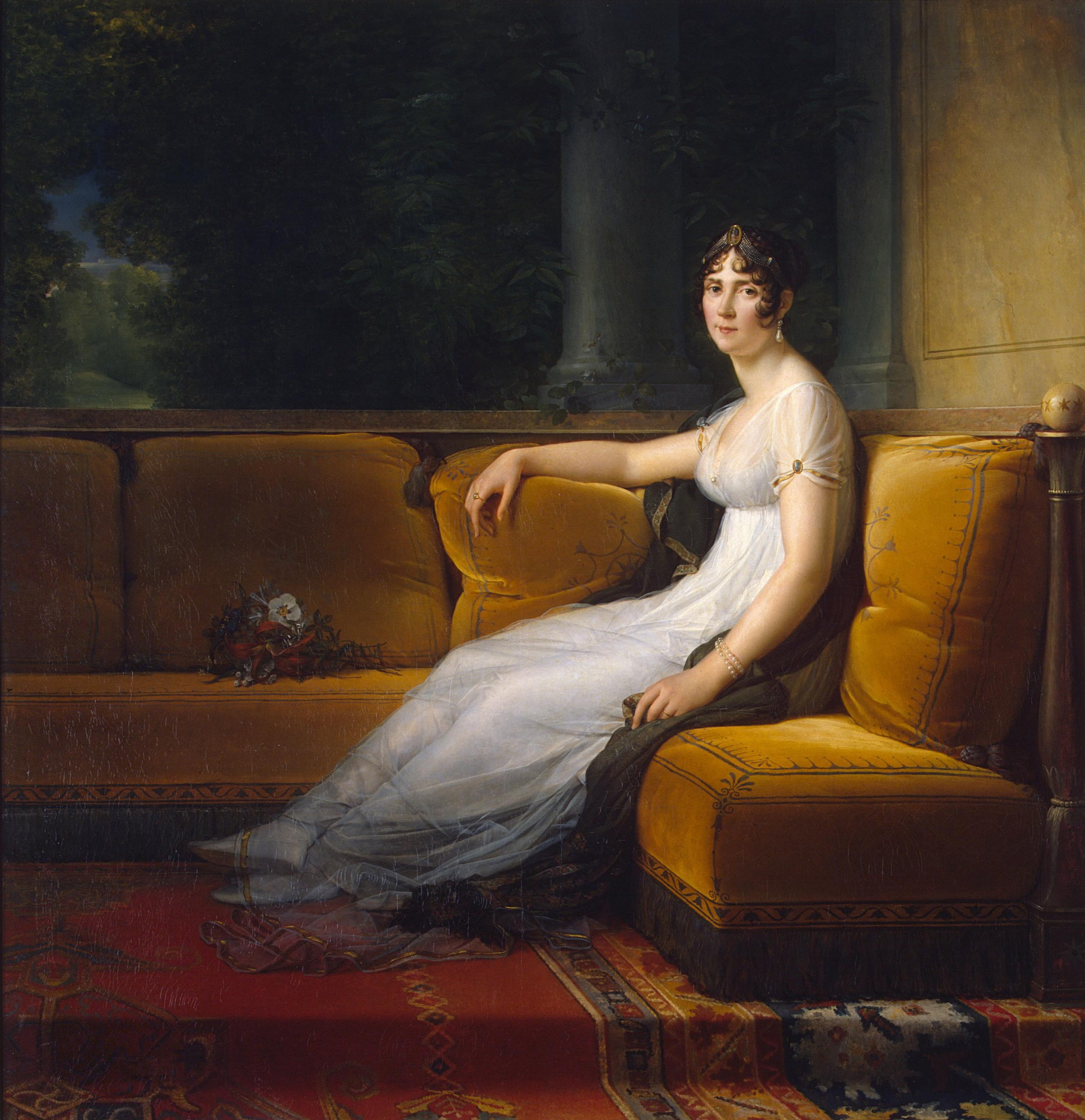
Joséphine de Beauharnais

Joséphine Bonapartová, rozená Marie Josèphe Rose Tascher de La Pagerie (23. června 1763 Martinik – 29. května 1814 Rueil-Malmaison), byla jako první manželka Napoleona Bonaparta od 18. května 1804 do anulování jejich manželství 10. ledna 1810 francouzskou císařovnou. Jako Napoleonova manželka byla také od 26. května 1805 do anulování v roce 1810 italskou královnou. Je široce známá jako Joséphine de Beauharnais.
Joséphinin sňatek s Napoleonem byl jejím druhým. Její první manžel, Alexandre de Beauharnais, byl během Hrůzovlády popraven gilotinou a ona byla uvězněna ve věznici Carmes. Prostřednictvím svých dětí s Beauharnaisem byla babičkou francouzského císaře Napoleona III. a brazilské císařovny Amélie z Leuchtenbergu. Mezi její potomky patří také členové současných královských rodin Švédska, Dánska, Belgie a Norska a lucemburského velkovévodského rodu. Protože Napoleonovi neporodila žádné děti, nechal jejich manželství anulovat a oženil se s Marií Luisou Rakouskou.
Joséphine, patronka umění, úzce spolupracovala se sochaři, malíři a dekoratéry interiérů na vytvoření jedinečného konzulárního a empírového stylu v Château de Malmaison. Stala se jedním z předních sběratelů různých forem umění své doby, například soch a obrazů. Zámek Château de Malmaison byl známý svým rozáriem.

## Život
Marie Josèphe, jak se původně jmenovala, se narodila na francouzském ostrově Martinik v nepříliš bohaté, ale urozené rodině Tascherů de La Pagerie. Vyrůstala na statku, na kterém byly třtinové plantáže, velmi daleko od Paříže a od škol pro dívky z vysoce postavených rodin. I když byla velmi příjemná a hodná, její zvyky a postoje vzbuzovaly spíše dojem dívky z koloniálního prostředí. Chyběla jí velká noblesa (vznešenost), jaká se očekávala od mladé šlechtičny. Dalším dědictvím jejího rodiště byly černé a dost zkažené zuby, jejichž příčinou byla tamější, cukrem přesycená strava v jejím dětství.

### První manželství
V roce 1779 se provdala za francouzského důstojníka, vikomta Alexandra de Beauharnais. Původně si Beauharnais měl vzít její sestru, ale po smrti snoubenky v roce 1777 souhlasil, že se ožení s Josefínou (jak byla poté často nazývána). Toto manželství nebylo příliš šťastné, o což se nemalou měrou zasloužil i Alexandrův odpor vůči Josefíniným provinciálním mravům.

### Život v klášteře
Po rozpadu svého manželství zůstala Joséphine sama se dvěma dětmi a nějakou dobu žila v klášteře pro opuštěné urozené ženy. V tomto přátelském prostředí vstřebala potřebný šarm a jemná pravidla chování. Takto poučena dámami z kláštera byla nyní schopná vést úspěšný život. Vstoupila do delikátního světa politických a finančních kontaktů. V podstatě se nyní nechávala vydržovat vlivnými a bohatými muži. Z toho důvodu byla některými lidmi považována za nemorální a zkaženou ženu. Na druhou stranu jí její dobrota a ochota pomoci lidem v nouzi přinesla mnoho přátel a kontaktů; vešla ve známost jako žena, která pomáhá řešit složité rodinné problémy.

### Revoluce
Mezitím vypukla Velká francouzská revoluce a Josefína se spolu se svým manželem dostala roku 1794 do vězení, tak jako mnoho dalších šlechticů. Alexandre de Beauharnais byl na Robespierrův příkaz sťat gilotinou, zatímco Josefína přežila, zřejmě jen díky svým kontaktům z minulosti. Byla to pro ni hrůzná zkušenost, během které prošla nepředstavitelnými hrůzami a strachem z každodenně hrozící popravy. Po propuštění z vězení zůstala bez dostatečných finančních příjmů, a tak byla nucena pokračovat ve svém dřívějším životě, tedy navazovat známosti s finančně zajištěnými muži. Toto období bylo však pro ni možná o něco šťastnější, protože dosáhla (alespoň rámcově) finanční stability, nezávislosti a zdravotně pookřála z následků věznění. Velmi důležité bylo pro ni, že opět mohla žít se svými dětmi.

### Seznámení s Napoleonem
Právě v této době se seznámila s Napoleonem Bonapartem, který hledal vlivnou a bohatou ženu. Napoleon Bonaparte, který byl o šest let mladší než ona, se do ní vášnivě zamiloval a zanedlouho se vzali (1796). Jako svatební dar dostal Napoleon od direktora Paula de Barrase, Josefínina bývalého milence, velení francouzských vojsk v Itálii. Na Napoleonovo přání začala používat výhradně jméno Joséphine (obdoba jejího původního druhého jména Josèphe).
Zanedlouho po svatbě pokračovala Josefína v upevňování sociálních vazeb a také ve svých mimomanželských vztazích, naproti tomu Napoleon pocházel z dosti starosvětské korsické rodiny, která byla Josefínou šokována. Jeho bratr Josef ho přemlouval k rozchodu s Josefínou od okamžiku, kdy ji prvně spatřil. Napoleon se časem rozhodl, že musí Josefínu izolovat od okolního světa, aby si mohl být jist její věrností.

### Manželská krize a rozchod
V období císařské korunovace (1804) bylo manželství Napoleona a Josefíny v zásadě v troskách. Hádky a výhrůžky rozvodem zatlačily Josefínu, nyní už císařovnu, do poslušnosti. Její čas byl nyní vyplněn četnými ceremoniály a státními funkcemi, které zvládala s velkým umem, takže byla v Paříži velmi oblíbená. Také procestovala celou Evropu a byla velmi ceněna pro svůj společenský šarm.
Josefína nedala Napoleonovi dědice a ten jí dal na vědomí, že je pouze otázkou času, než bude nucena (hlavně z politických důvodů) ustoupit stranou. Josefína, která mezitím ztratila mnoho ze svých kontaktů, se bála o svoji budoucnost a byla ponechána Napoleonovi na milost a nemilost. Jejich manželství se navzdory tomu ještě dlouho protahovalo, protože Napoleon byl do Josefíny stále zamilován.
Rozešli se definitivně v roce 1809. Napoleon si velmi přál mít mužského nástupce trůnu, a proto se po rozvodu s Josefínou v roce 1810 oženil, zčásti také z politických důvodů, s rakouskou arcivévodkyní Marií Luisou. Roku 1811 se císařským manželům narodil syn Napoleon II., zvaný Orlík, pozdější vévoda Zákupský.
Po rozvodu se Josefína odstěhovala do zámku Malmaison nedaleko Paříže, ale v podstatě byla závislá na ročním důchodu od Napoleona, který obnášel asi 3 miliony franků. Jejím velkým koníčkem bylo pěstování růží. V zahradách Malmaisonu se jí podařilo soustředit na 250 odrůd těchto květin. Zámek se stal centrem umělců, botaniků i šlechtitelů rostlin.

### Úmrtí a hrobka

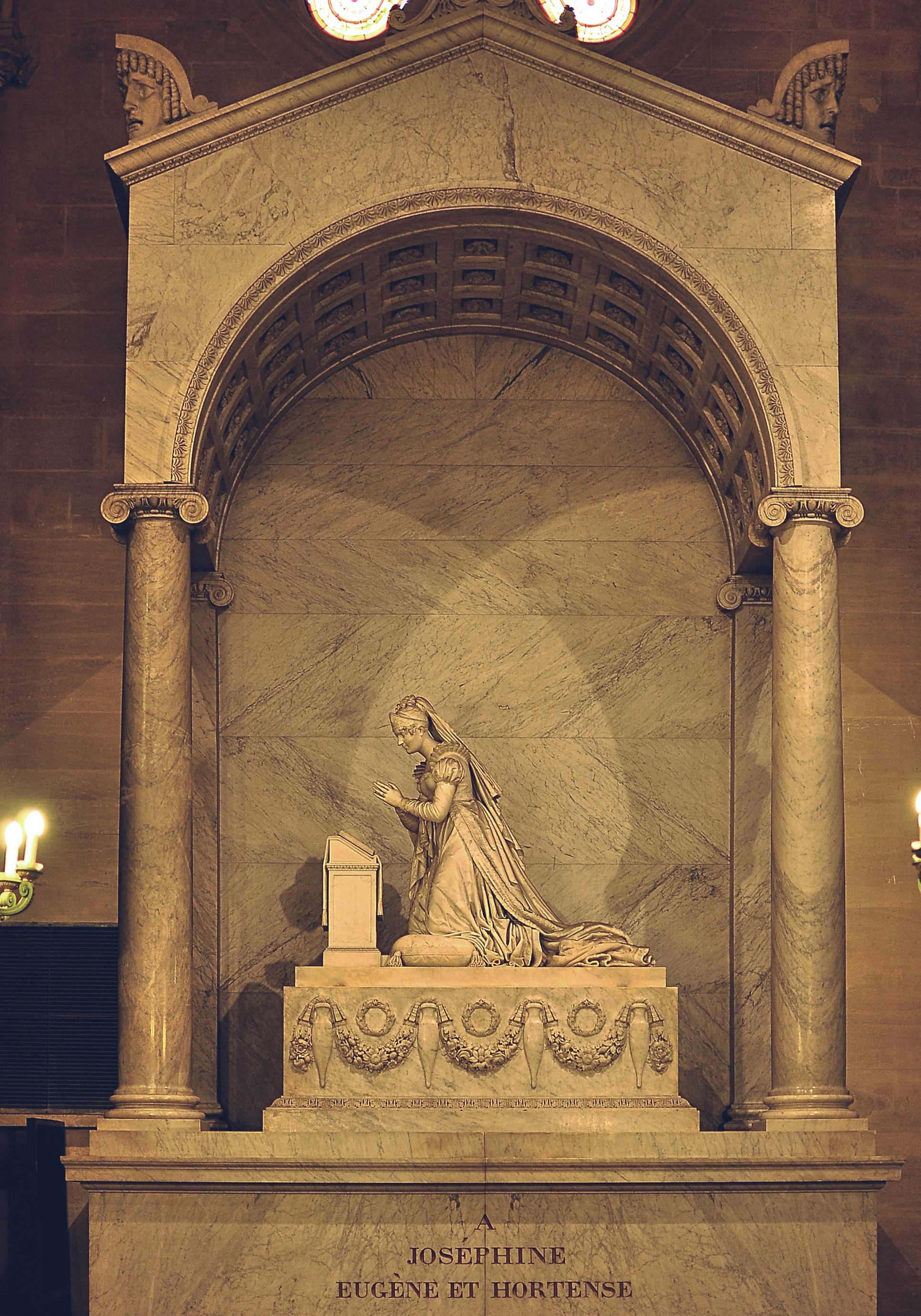
Pierre Cartellier: Hrobka císařovny Josefíny a jejích dětí v kostele sv. Petra a Pavla v Rueil-Malmaisonu

Josefína zemřela v roce 1814 v Malmaisonu na perakutně probíhající infekci horních cest dýchacích – pravděpodobně laryngitis stenosans či záškrt. Byla pohřbena nedaleko zámku, do krypty kostela sv. Petra a Pavla v Rueil-Malmaisonu. Teprve 11 let po její smrti byla v kostele postavena důstojná mramorová hrobka s portrétní sochou císařovny, klečící na katafalku.
Napoleon Bonaparte ve vyhnanství na ostrově Svatá Helena napsal:
 „Josefína je jedinou ženou, kterou jsem kdy miloval. Stále vládne mému srdci a stýská se mi po ní.“

## Potomci
Paradoxem je, že pozdějším pokračovatelem napoleonské dynastie se nestal potomek Napoleona samého, ale právě Josefíny. Její dcera Hortense de Beauharnais se provdala za Napoleonova bratra Ludvíka Bonaparta a jejich syn se později stal císařem pod jménem Napoleon III. Jeho syn Evžen Ludvík zemřel dříve, než mohl být dosazen na trůn jako Napoleon IV.
Další blízká příbuzná Josefiny, její vnučka Amélie de Beauharnais, se provdala za brazilského císaře Petra I. Sestra Amélie Josefína se provdala za Oskara I. Bernadotte, korunního prince a pozdějšího krále švédského a norského.